# Krachtbal Jabbeke
Krachtbalclub Jabbeke, afgekort KRB Jabbeke, is een Belgische krachtbalclub uit Jabbeke die zowel bij de heren als bij de dames uitkomt in de eerste nationale. De oude naam (en nog steeds bijnaam) van de club is Krüger Boys en Krüger Girls.
De club is gesticht in 1966 en heeft stamnummer 25.

## Palmares
- Heren
  - Landskampioen: 2009, 2022
  - Bekerwinnaar: 2007, 2016, 2022
- Dames
  - Landskampioen: 1973, 1974, 1975, 1976, 1977, 1978, 1979 en 1980.
  - Bekerwinnaar: 1979

## Speler/speelster van het jaar
Dames
- 1982: Yvette Deschacht
- 1984: Diane David

Heren
- 2013: Vincent Mahieu
- 2016: Vincent Mahieu
- 2019: Tomas Vandamme

Heren belofte
- 2013: Tim Versyck
- 2014: Tim Versyck
- 2016: Tim Versyck
- 2018: Tomas Vandamme
- 2019: Tomas Vandamme